# 埃尔温·劳赫
埃尔温·劳赫（Erwin Rauch，1889年10月19日—1969年2月26日）是一位德意志國防軍将军，曾参加过二战，也获得过騎士鐵十字勳章。1944年9月，在布雷斯特戰役后，劳赫向美军投降。